# Endless Summer Open Air
Das Endless Summer Open Air (Endless Summer – Unity is a Weapon – Open Air) war ein Musikfestival, welches von 1996 bis 2019 jährlich im August in Torgau veranstaltet wurde. Auf dem Festival traten hauptsächlich Bands aus dem Punk-, Rock-’n’-Roll-, Oi!-, Hardcore-, Psychobillyspektrum auf. Die Auswahl der Bands beinhaltete lokale, nationale sowie internationale Größen dieser Musikstile. Das dreitägige Festival fand auf einer Haupt- und einer Zeltbühne am Stadtrand von Torgau statt.

## Geschichte
Das erste Endless Summer Open Air fand 1996 statt. Damals spielten unter anderem Shelter, The Exploited, Lagwagon, Think About Mutation, Kreator, Madball, Headcrash und Crematory. Mit Unterbrechungen 1998 und 1999, fand das Festival 2010 zum dreizehnten Mal statt. Im Jahre 2010 spielten vor über 1000 Zuschauern unter anderem Cock Sparrer, Broilers, Madball, Perkele, Smoke Blow, Volxsturm, Deadline, No Turning Back, First Blood, SpringtOifel, Thee Flanders und The Crimson Ghosts.
Im März 2019 gaben die Betreiber auf ihrer Facebook-Präsenz bekannt, das Endless Summer Open Air 2019 zum letzten Mal stattfinden zu lassen. Als Grund wurden Änderungen persönlicher Prioritäten und Interessen & Verschiebungen der Lebensmittelpunkte, "sei es beruflicher oder privater Natur", genannt.

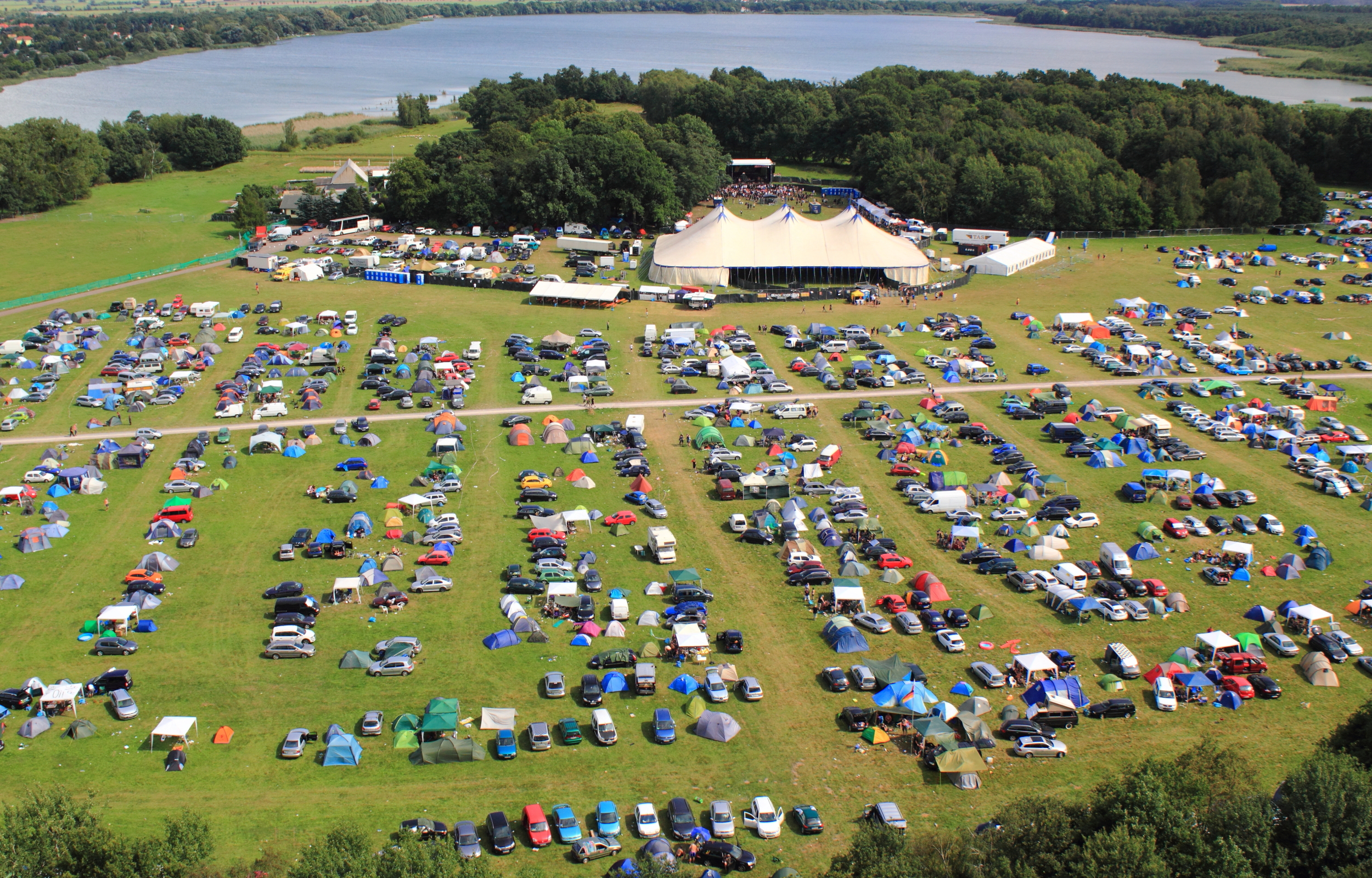
Endless Summer, Open Air Festival Wiese, Entenfang Torgau

## Austragungsort
Das Festivalgelände lag am Stadtrand von Torgau, am Entenfang, in unmittelbarer Nähe des Großen Teichs.